# Limonium tenuiculum
Limonium tenuiculum är en triftväxtart som först beskrevs av Vincenzo Tineo och Giovanni Gussone, och fick sitt nu gällande namn av Sandro Alessandro Pignatti. Limonium tenuiculum ingår i släktet rispar, och familjen triftväxter. Inga underarter finns listade i Catalogue of Life.